# ویلکاسه (شهرستان گووداپ)
ویلکاسه (به لاتین: Wilkasy) یک روستا در لهستان است که در گمینا گووداپ واقع شده‌است. ویلکاسه ۱۳۰ نفر جمعیت دارد.